# Cleora tenebrata
Cleora tenebrata là một loài bướm đêm trong họ Geometridae.